# Top Gun
Top Gun er en amerikansk film fra 1986 instrueret af Tony Scott og produceret af Don Simpson og Jerry Bruckheimer sammen med Paramount Pictures. Manuskriptet blev skrevet af Jim Cash og Jack Epps Jr., og var inspireret af en artikel skrevet af Ehud Yonay til bladet California Magazine med titlen "Top Guns." I filmen medvirker bl.a. Tom Cruise, Kelly McGillis, Anthony Edwards, Val Kilmer, Tom Skerritt, Michael Ironside, Tim Robbins, og Meg Ryan.
Filmen handler om den talentfulde F-14-pilot Maverick, der sammen med sin ven og radaroperatør Goose, bliver optaget på en elite skole (med navnet Top Gun) for jagerpiloter.
Filmen havde premiere den 16. maj 1986 og fik gode anmeldelser hvor specielt luftkampscenerne blev rost. Filmen indtjente over 350 millioner dollars på verdensplan. Den vandt en Oscar for filmens sang: "Take My Breath Away".
Filmen kom til at virke som en enorm reklame for US Navy Fighter Pilots, som oplevede en stigning i søgning som pilot på 500%.
Filmens hangarskibsscener er optaget ombord USS Enterprise (CVN-65). En stor del af billederne taget her er taget under virkelige operationer. Ved enkelte lejligheder bad instruktøren kaptajnen på skibet om fx at lægge kursen om for fx at kunne få solen i en anden vinkel og ved en lejlighed betalte han kaptajnen på skibet $25.000 for det.

## Handling
Top Gun er en skole for amerikanske elitepiloter, hvor Tom Cruise spiller den yderst uansvarlige og ustyrlige jagerpilot, Pete "Maverick" Mitchell, der ikke viger tilbage fra at overflyve kontroltårne.
Filmen åbner med et anspændt møde mellem nogle sovjetiske MIG-28'ere (spillet af Northrop F-5 Freedom Fighters) og Maverick og hans wingman Cougar. Cougar bliver så chokeret, at han ikke er i stand til selv at lande sit fly. Maverick guider modigt, men også imod alle ordrer, Cougar til landing. I mødet med MIG'sne laver Maverick en meget farlig (og meget urealistisk) manøvre, hvor han med bunden i vejret lægger sig over den ene MIG og Goose tager et billede af den russiske pilot.
Sikkert på dæk opsøger Cougar kaptajnen og afleverer sine "vinger", han vil ikke længere flyve jagerfly. Kaptajnen skal sende nogen fra eskadrillen til Miramar, hvor eliteskolen Top Gun hører hjemme. Besætningen der bliver sendt af sted er Maverick og Goose.
Aftenen før kurset starter, er Maverick og Goose på bar. Her bliver Maverick meget interesseret i en kvinde, der dog afviser ham. Da kurset dagen efter starter, viser det sig, at kvinden, Charlotte "Charlie" Blackwood, er en civil instruktør på kurset. Da hun finder ud af at Maverick var piloten der lavede den manøvre, bliver hun interesseret i Maverick. På overfladen er der dog kold luft imellem dem, men i det skjulte opstår der hed romantik.
Under en af træningsmissionerne opstår en situation hvor Mavericks fly kommer ind i et "flat spin" og Maverick og Goose har intet andet valg end at skyde sig ud. Ved ulykken brækker Goose nakken og dør. Efterfølgende bliver Maverick frikendt for ansvar, ulykken var hændelig.
Efterfølgende mister Maverick modet til at flyve og består lige akkurat kurset med minimums point. Ved ceremonien efter kurset, opstår der pludselig en situation og hele holdet bliver sendt i kamp. Mens kampene står på er Maverick initiativløs, men til sidst vender gnisten tilbage og Maverick går ind i kampen. Og med Mavericks indsats vender billedet og amerikanerne går ud af kampen som sejrherre. Og Mavericks rival fra kurset, Iceman, anerkender endelig Maverick med ordene "You. You're still dangerous. You can be my wingman anytime!". Hvortil Maverick svarer "Bullshit! You can be mine!"

## Cast
- Tom Cruise som LT Pete "Maverick" Mitchell
- Kelly McGillis som Charlotte "Charlie" Blackwood
- Val Kilmer som LT Tom "Iceman" Kazanski
- Anthony Edwards som LTJG Nick "Goose" Bradshaw
- Tom Skerritt som CDR Mike "Viper" Metcalf
- Michael Ironside som LCDR Rick "Jester" Heatherly
- John Stockwell som LT Bill "Cougar" Cortell
- Barry Tubb som LTJG Leonard "Wolfman" Wolfe
- Rick Rossovich som LTJG Ron "Slider" Kerner
- Tim Robbins som LTJG Samuel "Merlin" Wells
- Clarence Gilyard, Jr. som LTJG Marcus "Sundown" Williams
- Whip Hubley som LT Rick "Hollywood" Neven
- James Tolkan som CDR Tom "Stinger" Jordan
- Meg Ryan som Carole Bradshaw
- Adrian Pasdar som LT Charles "Chipper" Piper
- Duke Stroud som Air Boss CDR Johnson
- Linda Rae Jurgens som Mary Metcalf